# 麻雀遊戯王
麻雀遊戯王（マージャンゆうぎおう）は、竹書房と株式会社dropoutが共同して運営する近代麻雀公式YouTubeチャンネル。2018年8月13日に「麻雀バラエティ番組」として開設された。2022年9月4日にチャンネル登録者数10万人を突破（動画数1,356本）。

## 概要
麻雀牌の一筒（イーピン）をモチーフにしたキャラクター『イーピンくん』と、2代目アシスタントの長澤茉里奈が司会を務める。
麻雀の豆知識に関するクイズや麻雀のマナー、麻雀プロの自宅訪問や雀荘訪問のロケ、通常の麻雀とは異なるルールのアレンジ麻雀（シャッフル雀、牌様ゲーム等）など、麻雀のルールを詳しく知らない人でも楽しめる内容の番組を配信している。現在、Mリーグで活躍している白鳥翔、二階堂亜樹、多井隆晴らをはじめとするMリーガーなど、麻雀プロをゲストに呼び、麻雀プロと共に実施する企画もある。これまでに多くの麻雀プロが出演している。
麻雀遊戯王の由来は、企画会議で候補の中で『麻雀遊戯』があり、アニメ遊☆戯☆王の悪乗りで「どうせなら『王』つけちゃいましょうか？」という流れで『王』を付けることになり、『麻雀遊戯王』となった。また、麻雀遊戯王のロゴを星野プロデューサーに頼んでいて、ロゴ案の中には☆が付いていたものがあり却下されたことがあった。

## 主な番組出演者
メインMC
- イーピンくん（演：大桶純一[6]）

声のみ出演。イーピンくん曰く『大桶純一は精神分離体みたいなもの』。初期はイラスト画（イラスト著作：大和田秀樹）だったが、現在は立体化された。
アシスタントMC
- 長澤茉里奈（日本プロ麻雀協会）

2019年12月30日から出演。2019年12月30日のゲストで来ていきなり2代目アシスタントに抜擢された。
ロケリポーター
- 豊後葵（日本プロ麻雀協会）- 自宅訪問や雀荘訪問などの『豊後散歩』で出演。
- 宮内こずえ（日本プロ麻雀連盟）- 麻雀遊戯セラピーのセラピストとして出演。
- 和泉由希子（日本プロ麻雀連盟）- スナック由希子のママ役として出演。

## 番組スタッフ
番組プロデューサー
- 星野信夫（竹書房・第一制作局本部長[9][10][注 1]。）

麻雀遊戯BAR、麻雀遊戯CAFEではホスト役を務めている。月1回の増刊号、牌様ゲーム・シャッフル雀などで出演。「Mリーグチームを作ろう」ではイーピンくんの代わりにインタビューすることもある。
- 壱岐信人（株式会社dropout代表取締役[13]。）

麻雀遊戯BAR、麻雀遊戯CAFEではホスト役を務めている。月1回の増刊号、牌様ゲーム・シャッフル雀などで出演。

## 過去の番組出演者
- マジョノカ渚 - アシスタントMC（2018年8月13日 - 2019年12月30日）

2018年8月13日から初代アシスタントMCとして出演。当初は「渚」という名前だったが、途中から占い師名義の「マジョノカ渚」に変更した。2019年12月30日に麻雀遊戯王を卒業。
- イーピンちゃん

イーピン君の双子の妹という設定で、2020年2月25日のライブ配信「麻雀遊戯LIVE vol.1」からイラスト画で登場。3月18日のライブ配信「麻雀遊戯LIVE vol.2」で立体化（人形）された。
- ようへい（日本プロ麻雀協会）[17] - 自称準レギュラー[17]

サンミュージック所属のお笑い芸人。ドッキリ親善大使。牌様ゲームなどで出演。

## 主な企画
- 麻雀遊戯CAFE・BAR

昼営業という形でゲストを呼んでノンアルコールを飲みながら、楽しくトークし、夜営業という形でBARを開き、ゲストを呼んでお酒を飲みながら、楽しくトークする企画。店員役に星野信夫、壱岐信人。夜営業はホスト役になる。
- 豊後葵のロケ企画シリーズ - 「豊後散歩」は若手女流プロの自宅訪問や雀荘ぶらり旅などをする。
- 和泉由希子のロケ企画シリーズ（由希子散歩、由希子酒、飲み処由希子、由希子の夏休み）
- 麻雀遊戯リラクゼーション - 鈴木雅喜氏（株式会社ドクターフット）による足つぼ施術[19]。
- 密着！麻雀遊戯POLICE24時 - 麻雀遊戯POLICEが麻雀プロなどの人たちを取り締まっていく企画[20]。巡査役にイーピンくん、まりちゅうPOLICE役に長澤茉里奈、管理官役に和泉由希子[21]
- 麻雀遊戯ヒストリー - ゲストが自身の人生年表を書いてもらう企画。
- 麻雀遊戯相関図 - ゲストの人間関係を知り、より深くゲストを知ろうという企画。
- 麻雀遊戯セラピー - 人には言えない悩みを麻雀プロが来て、セラピストによって悩みを解消していく企画[22]。セラピストは宮内こずえ[22]、豊後葵[22]、石田亜沙己[23]、手塚紗掬[24]。助手は涼宮麻由[25]。セラピー受付はイーピンくん[22]
- Mリーグチームを作ろう（Mつく）- ゲストがMリーグの9チーム目の監督になり、麻雀プロの誰を選ぶか考えてトークする企画。
- 〇〇の取扱説明書 - 作ってもらう取扱説明書は番組が用意し、ゲストが独自に取扱説明書を作ってもらう企画。
- 麻雀遊戯LIVE（不定期）

過去にやっていた主な企画
- 麻雀遊戯ペディア - ゲストのWikipediaを検証し、遊戯王なりのWikipedia『遊戯ペディア』を作ろうという企画。
- 麻雀遊戯Beauty! - 女流プロのメイクを落とした状態で3人麻雀を行い、親で居続ければフェイシャルデザイナーNoLiさんのメイクを受け続けることができる企画[26]。
- 大和チャレンジ[27]・大和陸上[28]・ガチンコ大和クラブ[29] - 大和プロが体力勝負やボクシングを目指す企画や麻雀企画がある。
- コラボ動画
- クイズ○○さん
- 勝手にキャッチフレーズ
- 牌様ゲーム
- 麻雀牌持ってるのだーれだクイズ
- 麻雀フェイク雑学
- 瑠美GAMES - 二階堂瑠美に色んなゲームをしてもらう企画[30]。
- 楽曲プロジェクト
- 麻雀遊戯ゼミ - ゲストが先生となり、長澤茉里奈、イーピンくんが生徒役で、麻雀に関することを教えてもらう企画。
- まりらの時代 - ゲストと長澤茉里奈が対談する企画。初回ゲストの高宮『まり』、長澤茉里奈（『まり』な）の対談のため『まり』ら時代というタイトルが付けられた[31]。

### 麻雀遊戯王オフ会
2020年10月3日に『麻雀遊戯王オフ会』が初開催され、ゲストに麻雀プロなどが参加し、クイズ企画や麻雀大会をやっている。
| ゲスト出演したプロ雀士 | ゲスト出演したプロ雀士 | ゲスト出演したプロ雀士 | ゲスト出演したプロ雀士 | ゲスト出演したプロ雀士 | ゲスト出演したプロ雀士 | ゲスト出演したプロ雀士 | ゲスト出演したプロ雀士 | ゲスト出演したプロ雀士 | ゲスト出演したプロ雀士 | ゲスト出演したプロ雀士 |
| ---------------------- | ---------------------- | ---------------------- | ---------------------- | ---------------------- | ---------------------- | ---------------------- | ---------------------- | ---------------------- | ---------------------- | ---------------------- |
| 年                     | 回                     | 参加 人数              | 名前（麻雀大会順位）   | 名前（麻雀大会順位）   | 名前（麻雀大会順位）   | 名前（麻雀大会順位）   | 名前（麻雀大会順位）   | 名前（麻雀大会順位）   | 名前（麻雀大会順位）   | 出典                   |
| 2020年10月3日          | 1                      | 52                     | ようへい（6位）        | 豊後葵（49位）         |                        |                        |                        |                        |                        | [ 35 ]                 |
| 2021年4月25日          | 2                      |                        | 柚月彩那               | 小林剛                 | 村上淳                 | 安達瑠理華             |                        |                        |                        | [ 36 ]                 |
| 2021年7月11日          | 3                      | 49                     | 長澤茉里奈             | 近藤誠一               | 水瀬夏海               | 松嶋桃                 | 逢川恵夢               |                        |                        | [ 37 ]                 |
| 2021年8月8日           | 4                      |                        | 長澤茉里奈             | 石橋伸洋               | 塚田美紀               | 三浦ももこ             | 柚花ゆうり             |                        |                        | [ 38 ]                 |
| 2021年11月21日         | 5                      |                        | 長澤茉里奈             | 村上淳                 | 豊後葵                 | 水口美香               | 新垣有紗               |                        |                        | [ 39 ]                 |
| 2021年12月26日         | 6                      |                        | 長澤茉里奈             | 松本吉弘               | 堀慎吾                 | 松ヶ瀨隆弥             | 松嶋桃                 |                        |                        | [ 40 ]                 |
| 2022年3月13日          | 7                      |                        | 松嶋桃（2位）          | 仲林圭（15位）         | 松本圭世（18位）       | 渋川難波（26位）       | 長澤茉里奈（28位）     | 松ヶ瀨隆弥（49位）     |                        | [ 41 ]                 |
| 2022年5月15日          | 8                      |                        | 長澤茉里奈             | 涼宮麻由               | 愛内よしえ             | 逢川恵夢               | 村上淳                 | 小林剛                 |                        | [ 42 ]                 |
| 2022年7月10日          | 9                      | 56                     | 松本吉弘（3位）        | 松嶋桃（8位）          | 堀慎吾（25位）         | 与那城葵（30位）       | 長澤茉里奈（36位）     | 園田賢（54位）         |                        | [ 43 ]                 |
| 2022年11月20日         | 10                     | 48                     | 仲林圭（6位）          | 柚月彩那（20位）       | 近藤誠一（27位）       | 松嶋桃（37位）         | 長澤茉里奈（44位）     |                        |                        | [ 44 ]                 |
| 2022年12月4日          | 11                     | 44                     | 松嶋桃（3位）          | 七瀬美希（6位）        | 涼宮麻由（13位）       | 石橋伸洋（30位）       | 松本圭世（38位）       | 長澤茉里奈（41位）     |                        | [ 45 ]                 |
| 2023年4月9日           | 12                     | 56                     | 小林剛（2位）          | 松ヶ瀬隆弥（5位）      | 長澤茉里奈（9位）      | 松嶋桃（12位）         | 朝倉康心（20位）       | 柊なつき（43位）       |                        | [ 46 ]                 |
| 2023年6月11日          | 13                     | 60                     | 豊後葵（4位）          | 松嶋桃（6位）          | 涼宮麻由（18位）       | 長澤茉里奈（20位）     | 空川サラダ（25位）     | 渋川難波（29位）       | 杉村えみ（47位）       | [ 47 ]                 |
| 2023年9月3日           | 14                     | 60                     | 小林剛（15位）         | 仲林圭（16位）         | 村上淳（20位）         | 松ヶ瀬隆弥（39位）     | 松本圭世（53位）       | 松田麻矢（57位）       |                        | [ 48 ]                 |
| 2023年11月26日         | 15                     | 60                     | 尻無濱航（1位）        | 山脇千文美（10位）     | 篠原冴美（32位）       | 内田みこ（39位）       | 石橋伸洋（52位）       | 長澤茉里奈（60位）     |                        | [ 49 ]                 |
| 2023年12月17日         | 16                     | 60                     | 田口淳之介（2位）      | 松ヶ瀬隆弥（7位）      | 豊後葵（9位）          | 仲林圭（12位）         | 宮内こずえ（29位）     | 手塚紗掬（33位）       | 長澤茉里奈（39位）     | [ 50 ]                 |
| 2024年3月10日          | 17                     | 60                     | 陽南まこ（14位）       | 和泉由希子（22位）     | 石田亜沙己（31位）     | 小林剛（35位）         | 安藤りな（50位）       | 長澤茉里奈（57位）     |                        | [ 51 ]                 |
| 2024年6月9日           | 18                     | 56                     | 宮内こずえ（4位）      | 涼宮麻由（6位）        | 松嶋桃（23位）         | 大久保朋美（26位）     | 原えりか（32位）       | 小宮悠（56位）         |                        | [ 52 ]                 |

## ゲスト出演したプロ雀士
日本プロ麻雀連盟
- 二階堂瑠美(EX風林火山)
- 魚谷侑未
- 石井良樹
- 岡田紗佳(KADOKAWAサクラナイツ)
- 瀬戸熊直樹(TEAM雷電)
- 佐々木寿人(KONAMI麻雀格闘倶楽部)
- 勝又健志(EX風林火山)
- 黒沢咲(TEAM雷電)
- 内川幸太郎(KADOKAWAサクラナイツ)
- 白鳥翔(渋谷ABEMAS)
- 滝沢和典(KONAMI麻雀格闘倶楽部)
- 二階堂亜樹(EX風林火山)
- 本田朋広(TEAM雷電)
- 伊達朱里紗(KONAMI麻雀格闘倶楽部)
- 高宮まり(KONAMI麻雀格闘倶楽部)
- 東城りお(セガサミーフェニックス)
- 藤島健二郎
- 藤崎智
- 和久津晶
- 沢崎誠
- 猿川真寿(BEASTJapanext)
- 井出康平
- 前原雄大
- 仲田加南
- 黒木真生
- 山田学武
- 蒼山秀佑
- 大和
- 藤井すみれ
- 菅原千瑛(BEASTJapanext)
- 厚谷昇汰
- 山脇千文美
- 日吉辰哉
- さくら美緒
- 大久保朋美
- 中野妙子
- 大野彩乃
- 手塚紗掬
- 三田晋也
- 小笠原奈央
- 早川林香
- 川上玲(現・川上レイ)
- 西城凛
- 大月れみ
- 石田亜沙己
- 加賀谷春歌
- 松島桃花
- 飯盛裕美子
- 廣岡璃奈
- 太田寛子
- 内田みこ
- 松田彩花
- 襟川麻衣子
- 頼さくら
- 片倉まち
- 安藤りな
- 桑田憲汰
- 原えりか
- 鈴木大介

(BEASTJapanext)
- 内村翠
- 吉沢彩月
- 南庭香

最高位戦日本プロ麻雀協会
- 近藤誠一
- 小宮悠
- 鈴木優(U-NEXT Pirates)
- 菅野真由
- 村上淳
- 茅森早香(セガサミーフェニックス)
- 園田賢(赤坂ドリブンズ)
- 日向藍子(渋谷ABEMAS)[注 2]
- 瑞原明奈(U-NEXT Pirates)
- 鈴木たろう(赤坂ドリブンズ)
- 丸山奏子
- 醍醐大(セガサミーフェニックス)
- 朝倉康心
- 石橋伸洋
- 河野直也[注 2]
- 渡辺太(赤坂ドリブンズ)
- 田渕百恵
- 中里春奈[注 2]
- 浅見真紀(赤坂ドリブンズ)
- 辻百華
- 安達瑠璃華
- 猪股幸枝
- 土田浩翔
- 多喜田翔吾
- 高島芽衣(現・協会)
- 梶梨沙子
- 竹田有希
- 梅沢恵
- 頼修広
- 石毛亜理沙
- 梶田琴理
- 鶴田彩夏
- 塚田美紀
- 足木優
- 西川莉子
- 雨宮める
- 酒寄美咲
- 足立玲
- 佐藤芽衣
- 鈴木夢乃
- 木村瑠璃

日本プロ麻雀協会
- 浅井堂岐(セガサミーフェニックス)
- 矢島亨
- りんのなお
- 松本吉弘(渋谷ABEMAS)
- 堀慎吾(KADOKAWAサクラナイツ)
- 渋川難波(KADOKAWAサクラナイツ)
- 仲林圭(U-NEXT Pirates)
- 鈴木達也
- 木原浩一
- 尻無濱航
- 佐月麻理子
- 逢川恵夢
- 杉村えみ
- みあ
- 都美
- 平良将太
- 与那城葵
- 日當ひな
- 皆実絢音
- 愛内よしえ
- 鈴木麻美
- 水口美香
- 陽菜まこ
- 小宮千怜
- 張替りさ
- 石田綾音
- 柊なつき
- 田口淳之介
- 佐藤まひろ
- 神火隣岡嶋
- 田なべもえ
- のだななこ
- 三浦ももこ
- 上野あいみ
- 北場千愛
- 篠原冴美
- 涼宮麻由
- 七瀬美希
- 成海有紗
- 福山理子
- 松嶋桃
- 松田麻矢
- 稀木深文
- 水瀬夏海
- 桃瀬古都
- 柚花ゆうり
- 玉木璃子
- 加藤利奈
- 奏未ゆいな
- 工藤美波
- 根岸菜摘
- 速水あいり
- 鈴木楓
- 松浦真恋
- 北川ネネコ
- 逢坂なつみ
- 艶奈ゆりあ

RMU
- 多井隆晴(渋谷ABEMAS)
- 千本松紘子(現・連合)
- 松ヶ瀬隆弥(EX風林火山)
- 阿部孝則
- だてあずみ。
- 彩世来夏
- 関向美奈
- 小倉ゆさ
- 汐宮あまね
- 小條薫
- 大槻眞衣子
- 望月涼香
- 新垣有紗
- 旭芽乃
- 千歳りみ
- 空川サラダ
- 加斎那実
- 紗更
- 高橋花
- 菅原拓也

麻将連合
- 小林剛(U-NEXT Pirates)
- 井出洋介